# Quy Nhơn Nam
Quy Nhơn Nam là một phường thuộc tỉnh Gia Lai, Việt Nam., có diện tích tự nhiên 36,36 km2, quy mô dân số 73.296 người vào tháng 7 năm 2025.

## Lịch sử
Theo Nghị quyết số 1664/NQ-UBTVQH15 năm 2025, trên cơ sở giải thể thành phố Quy Nhơn, sáp nhập tỉnh Bình Định vào tỉnh Gia Lai và thực hiện hợp nhất toàn bộ diện tích tự nhiên và dân số của các điạ phương Ngô Mây, Nguyễn Văn Cừ, Quang Trung và Ghềnh Ráng thuộc thành phố Quy Nhơn thành phường Quy Nhơn Nam.